# Mireille Laurent
Mireille Laurent (* 22. August 1938 in Boulogne-Billancourt; † 15. Januar 2015 in Paris) war eine französische Badmintonspielerin. 

## Karriere
Mireille Laurent wurde 1955 erstmals französische Meisterin, wobei sie im Damendoppel mit Yvonne Girard erfolgreich war. Sechs weitere Titelgewinne folgten bis 1971. 1955 und 1959 war sie bei den French Open erfolgreich. 1956, 1957 und 1958 war sie bei den Paris International erfolgreich.

## Sportliche Erfolge
| Saison    | Veranstaltung              | Disziplin   | Platz | Name                              |
| --------- | -------------------------- | ----------- | ----- | --------------------------------- |
| 1954/1955 | Französische Meisterschaft | Damendoppel | 1     | Yvonne Girard / Mireille Laurent  |
| 1955      | French Open                | Damendoppel | 1     | Yvonne Girard / Mireille Laurent  |
| 1955/1956 | Französische Meisterschaft | Dameneinzel | 1     | Mireille Laurent                  |
| 1956/1957 | Französische Meisterschaft | Mixed       | 1     | Henri Pellizza / Mireille Laurent |
| 1956/1957 | Französische Meisterschaft | Dameneinzel | 1     | Mireille Laurent                  |
| 1959      | French Open                | Mixed       | 1     | Atte Nyberg / Mireille Laurent    |
| 1959      | French Open                | Damendoppel | 1     | Mireille Laurent / Marjorie Sharp |
| 1965/1966 | Französische Meisterschaft | Damendoppel | 1     | Mireille Laurent / Jeannie Boivin |
| 1966/1967 | Französische Meisterschaft | Dameneinzel | 1     | Mireille Laurent                  |
| 1970/1971 | Französische Meisterschaft | Damendoppel | 1     | Mireille Laurent / Lisa Mauhourat |